# Craniotome
Craniotome là một chi thực vật có hoa trong họ Hoa môi (Lamiaceae).

## Loài
Chi Craniotome gồm các loài: